# Curvularia intermedia
Curvularia intermedia är en svampart som beskrevs av Boedijn 1933. Curvularia intermedia ingår i släktet Curvularia och familjen Pleosporaceae.   Inga underarter finns listade i Catalogue of Life.